# تبريد طبيعي

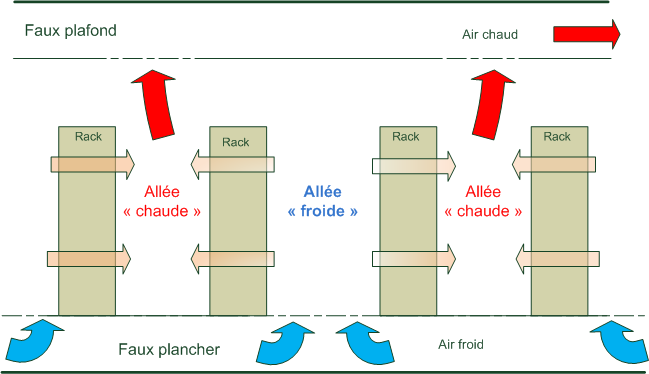

التبريد الطبيعي أو التبريد الحر أو التبريد المجاني طريقة اقتصادية لاستخدام درجات الحرارة الهواء الخارجي المنخفضة للمساعدة في تبريد الماء، الذي يمكن بعدها استخدامه في عمليات صناعية، أو في أنظمة تكييف هواء. يمكن أن يستخدم الماء المبرد بشكل فوري أو يمكن تخزينه على المدى القصير أو الطويل. يستخدم هذا النظام الهواء الخارجي البارد كمصدر تبريد طبيعي (مجاني) عندما تكون درجات الحرارة الخارجية أقل من الداخلية. بهذه الطريقة، يحل النظام محل المبرد في أنظمة تكييف الهواء التقليدية مع الوصول إلى نفس نتيجة التبريد. يمكن صناعة أنظمة كهذه لأجل أبنية مفردة أو لشبكات التبريد المناطقي.

## العمل
عندما تنخفض درجة حرارة الهواء المحيط إلى درجة حرارة معينة، يسمح صمام معايرة لكل الماء المبرد أو بعضه بتخطي مبرد موجود والجريان عبر نظام التبريد الطبيعي، الذي يستهلك استطاعة أقل ويستخدم درجة حرارة الهواء المحيط لتبريد الماء في النظام.
يمكن تحقيق ذلك عن طريق تركيب مبرد دفع هواء وحده أو مع مبرد ماء مدمج. في أثناء انخفاض درجات الحرارة المحيطة، قد تتخطى التركيبة مبرد ماء موجود موفرةً بذلك الطاقة بمقدار يصل حتى 75% دون التأثير على متطلبات التبريد.
في التدفئة والتهوية وتكييف الهواء في أشهر الشتاء، قد تحتاج المساحات الداخلية للأبنية التجارية الكبيرة التبريد، حتى عندما تحتاج المساحات المحيطية للتدفئة. التبريد الطبيعي هو إنتاج الماء المبرد دون استخدام مبرد، ويمكن أن يستخدم بشكل عام في أواخر الخريف، وفي الشتاء، وفي أوائل الربيع، في المناطق المعتدلة. التبريد الطبيعي ليس طبيعيًّا بالكامل إذ إن المبرد يظل يعمل.

## الطرق
بافتراض أن النظام يمكن أن يستفيد من التبريد الطبيعي، هناك ثلاث طرق لاستخدام التبريد الطبيعي:

### دورة المصفاة
يمكن ربط مياه برج التبريد مباشرةً بالتدفق عبر دارة الماء البارد. إذا كان برج التبريد مفتوحًا، يلزم وجود مصفاة للتخلص من أي شوائب قد تتراكم في البرج. يترافق التوفير في الكلفة مع الاستخدام المحدود لطاقة مبرد الماء. يزداد خطر التآكل باستخدام هذه الطريقة.

### مبادل الحرارة ذو الصفيحة والإطار
ينقل المبادل الحراري الحرارة مباشرة من دارة الماء المبرد إلى دارة برج التبريد. يبقي المبادل الحراري مياه برج التبريد منفصلة عن وسيط التبريد الذي يتدفق عبر وشائع التبريد. لذا يبرد ماء المبرد مسبقًا. ينتج التوفير في الطاقة عن تخفيف حمل مبرد الماء من ثم تخفيض استهلاك الطاقة. هناك زيادة في الكلفة بسبب المضخة التي يتطلبها تعويض فرق الضغط.

### هجرة التبريد
يفتح صمام ضمن مبرد الماء مسارًا مباشرًا بين المكثف والمبخر. يبخّر المائع الدافئ نسبيًّا في دارة المبرد وسيطَ التبريد، وتُحمل الطاقة مباشرًة إلى المكثف، حيث يبرد وسيط التبريد ويتكاثف بفضل المياه الآتية من برج التبريد. تبنى هذه الطريقة على مبدأ أن وسيط التبريد يسعى للتحرك باتجاه النقطة الأبرد في دارة التبريد. ينشأ توفير الكلفة في هذه الطريقة عن توقف عمل الضاغط، بما أن المروحة الطاردة والمراوح والمضخات كلها تعمل.